# Candoia aspera
Candoia aspera är en ormart som beskrevs av Günther 1877. Candoia aspera ingår i släktet Candoia och familjen boaormar (Boidae).
Arten förekommer på Bismarckarkipelagen och på  mindre öar i regionen.

## Underarter
Arten delas in i följande underarter:
- C. a. aspera
- C. a. schmidti